# الكويت في كأس العالم
ظهرت الكويت في كأس العالم مرة واحدة عام 1982.

## السجل العام
| سجل كأس العالم | سجل كأس العالم        | سجل كأس العالم | سجل كأس العالم | سجل كأس العالم | سجل كأس العالم | سجل كأس العالم | سجل كأس العالم |
| السنة          | الجولة                | لعب            | فوز            | تعادل          | خسارة          | له             | عليه           |
| -------------- | --------------------- | -------------- | -------------- | -------------- | -------------- | -------------- | -------------- |
| 1930 إلى 1970  | لم تشارك              | لم تشارك       | لم تشارك       | لم تشارك       | لم تشارك       | لم تشارك       | لم تشارك       |
| 1974 و 1978    | لم تتأهل              | لم تتأهل       | لم تتأهل       | لم تتأهل       | لم تتأهل       | لم تتأهل       | لم تتأهل       |
| 1982           | الجولة الأولى         | 3              | 0              | 1              | 2              | 2              | 6              |
| 1986 إلى 2014  | لم تتأهل              | لم تتأهل       | لم تتأهل       | لم تتأهل       | لم تتأهل       | لم تتأهل       | لم تتأهل       |
| 2018           | غير مؤهل              | غير مؤهل       | غير مؤهل       | غير مؤهل       | غير مؤهل       | غير مؤهل       | غير مؤهل       |
| 2022           | لم تتأهل              | لم تتأهل       | لم تتأهل       | لم تتأهل       | لم تتأهل       | لم تتأهل       | لم تتأهل       |
| 2026           | لم يتحدد بعد          | لم يتحدد بعد   | لم يتحدد بعد   | لم يتحدد بعد   | لم يتحدد بعد   | لم يتحدد بعد   | لم يتحدد بعد   |
| المجموع        | الأفضل: الجولة الأولى | 3              | 0              | 1              | 2              | 2              | 6              |

| تاريخ كأس العالم | تاريخ كأس العالم | تاريخ كأس العالم         | تاريخ كأس العالم |
| السنة            | الجولة           | الأهداف                  | النتيجة          |
| ---------------- | ---------------- | ------------------------ | ---------------- |
| 1982             | الجولة الأولى    | الكويت 1–1 تشيكوسلوفاكيا | تعادل            |
| 1982             | الجولة الأولى    | الكويت 1–4 فرنسا         | خسارة            |
| 1982             | الجولة الأولى    | الكويت 0–1 إنجلترا       | تعادل            |

## كأس العالم 1982

### المجموعة 4
| فريق          | لعب | ف | ت | خ | له | عليه | ف.أ | نقاط |
| ------------- | --- | - | - | - | -- | ---- | --- | ---- |
| إنجلترا       | 3   | 3 | 0 | 0 | 6  | 1    | 5+  | 6    |
| فرنسا         | 3   | 1 | 1 | 1 | 6  | 5    | 1+  | 3    |
| تشيكوسلوفاكيا | 3   | 0 | 2 | 1 | 2  | 4    | 2−  | 2    |
| الكويت        | 3   | 0 | 1 | 2 | 2  | 6    | 4−  | 1    |

| تشيكوسلوفاكيا   | 1–1 | الكويت      |
| --------------- | --- | ----------- |
| أنتونين بانينكا |     | فيصل الدخيل |

| فرنسا                                                 | 4–1 | الكويت           |
| ----------------------------------------------------- | --- | ---------------- |
| بيرنارد جينغيني ميشيل بلاتيني ديديه سيكس ماكسيم بوسيس |     | عبد الله البلوشي |

| إنجلترا        | 1–0 | الكويت |
| -------------- | --- | ------ |
| تريفور فرانسيس |     |        |

## سجل اللاعبين
قام المدرب بيريرا بإشراك لاعبيه من الاختيار الأول خلال مباريات الكويت الثلاث، مما أدى إلى مشاركة عشرة لاعبين في الرقم القياسي للاعب الكويتي في معظم مباريات كأس العالم:
| رقم | اسم                | المباريات |
| --- | ------------------ | --------- |
| 1   | عبد العزيز العنبري | 3         |
| 1   | عبد الله البلوشي   | 3         |
| 1   | فيصل الدخيل        | 3         |
| 1   | سعد الحوطي         | 3         |
| 1   | وليد الجاسم        | 3         |
| 1   | أحمد الطرابلسي     | 3         |
| 1   | محبوب جمعة         | 3         |
| 1   | فتحي كميل          | 3         |
| 1   | عبد الله معيوف     | 3         |
| 1   | نعيم سعد           | 3         |

### الهدافين
سجل لاعبان كويتيان هدفاً واحداً لكل منهما خلال كأس العالم 1982.
| رقم | اسم              | الأهداف |
| --- | ---------------- | ------- |
| 1   | فيصل الدخيل      | 1       |
| 1   | عبد الله البلوشي | 1       |